# Alcázar de los Reyes Cristianos
Der Alcázar de los Reyes Cristianos (spanisch für „Palast der christlichen Könige“) in Córdoba (Spanien), gebaut ab 1328 unter Alfonso XI. an Stelle eines älteren arabischen Schlosses, diente den Katholischen Königen bis zur Rückeroberung Granadas als Residenz. Hier wurde auch der maurische Kalif Boabdil gefangengehalten. Im Inneren des Palastes befinden sich sehr schöne arabische Bäder sowie römische Mosaike und ein Marmorsarkophag aus dem 3. Jahrhundert. Ursprünglich befanden sich Türme an den vier Ecken des Gebäudes, von denen drei noch erhalten sind: der älteste, Torre de Los Leones, zugleich der Eingang des Alcázars, der achteckige Torre del Homenaje und der runde Torre del Rio. Der vierte Turm, Torre de la Vela, wurde im 19. Jahrhundert zerstört.

Am Ostende der Gärten befinden sich Befestigungsmauern und das Tor von Sevilla.